# 윌리엄 홉슨
윌리엄 홉슨(William Hobson RN, 1792년 9월 26일 ~ 1842년 9월 10일) 뉴질랜드의 초대 총독이며, 와이탕이 조약을 맺은 당사자이다.

## 생애
홉슨은 1793년 아일랜드 워터포드에서 법률가 새뮤얼 홉슨의 아들로 태어났다. 그는 1803년 8월 25일 2급 지원자로 해군에 입대했다. 그는 나폴레옹 전쟁에서 복역을 하였으며, 이후 캐러비안 해적 소탕에 참여를 하게 된다. 1806년 수습장교가 되었고, 7년 후 소위가 된다. 1824년 5월에는 사령관으로 승진하게 된다. 1834년 12월에 오클랜드 경에서 임부를 부여 받아 래틀스네이크 호를 타고 동인도로 떠나게 된다.
1836년에는 오스트레일리아로 명령을 받아서 호바트에 1836년 8월 5일 도착하게 된다. 그리고 18일 후에 시드니에 도착한다. 1836년 9월 18일에 래틀스네이크 호는 이후 멜버른이 되는 포트 필립스를 론즈데일 선장과 다른 관리를 싣고 새로운 식민지로 떠난다.
다음 3개월 동안 총독 리처드 버크의 지시로 홉슨과 그의 장교들은 필립 항을 철저하게 탐사한다. 이후 필립 항의 북쪽은 홉슨 만이라고 명명된다. 그의 배는 윌리엄즈타운을 세우는데 관여를 했다. 이후 그는 연봉 2000 파운드에 봄베이 해군 총감직을 제안 받지만, 오스트레일리아를 좋아하게 되어 연봉 800파운드 밖에 되지는 않았지만, 포트 필립의 지사가 된다.

## 뉴질랜드
1837년 마오리족과의 전쟁이 발발할 조짐을 보이자, 영국 거주민 제임스 부스비의 요청을 받고 뉴질랜드의 아일랜즈 만으로 항해를 떠났다. 1837년 5월 26일 뉴질랜드에 도착했으며, 이 긴장을 완화시키는데 도움을 주었다. 1838년 잉글랜드로 돌아오는 길에 그는 뉴질랜드에 대한 보고서를 제출했으며, 그 보고서에서 캐나다에 있는 허드슨 만 회사와 유사한 회사를 차려서 뉴질랜드에 대한 영국 주권이 확립되어야 한다고 제안했다.

## 와이탕이 조약
1840년 영국 해군 장교 윌리엄 홉슨이 총독으로 뉴질랜드를 찾아온다. 그는 당시 영국인의 대리인으로서 와이탕이에 장기간 살고 있던 제임스 버스비의 집으로 가서 뉴질랜드를 영국의 식민지로 삼기 위한 협의를 한다. 그리고 1840년 2월 6일 아일랜즈 만의 와이탕이 버스비의 집에 각지의 마오리 추장 46명을 모아 뉴질랜드를 사실상 영국의 식민지로 하는 《와이탕이 조약》에 서명한 것이다. 그 후 7개월 동안 영국 관리들은 전국을 돌며 500명 이상의 추장 사인을 받아냈으며, 39명의 와이카토 추장들을 제외하곤 모두 사인을 했다.
와이탕이 조약은 3개조로 되어 있는 간단한 것이다.
- 모든 마오리족은 영국 여왕의 신민이며, 뉴질랜드의 주권을 왕권에 양보한다.
- 마오리 토지 보유권은 보장되며, 그 토지는 모두 영국 정부를 통해서 판매된다.
- 뉴질랜드는 영국 국민으로서의 권리를 인정받는다.

이 조약이 체결되고 뉴질랜드는 영국의 식민지로 출발하게 되었다. 와이탕이 조약은 뉴질랜드를 두 민족 국가로 규정짓는 성격의 것이었다. 그리고 뉴질랜드는 뉴사우스웨일스 식민지로부터 분리되어 영국의 직할 식민지가 되었다.
그 조약 이후 2년 뒤인 1842년 9월에 홉슨은 사망했고, 새로운 총독으로 로버트 피츠로이가 와서 마오리족의 관습을 인정하는 법률적인 조치를 취하게 된다.